# Fshat Memaliaj
Fshat Memaliaj è una frazione del comune di Memaliaj in Albania (prefettura di Argirocastro).
Fino alla riforma amministrativa del 2015 era comune autonomo, dopo la riforma è stato accorpato, insieme agli ex-comuni di Buz, Krahës, Luftinjë, Memaliaj, Qesarat  a costituire la municipalità di Memaliaj.

## Località
Il comune era formato dall'insieme delle seguenti località:
- Memaliaj Fshat
- Vasjar
- Cerrile
- Mirine
- Dames
- Kallemb
- Kashisht
- Bylys